# フリードリヒ・フォン・バーデン＝ドゥルラハ
フリードリヒ・フォン・バーデン＝ドゥルラハ（Friedrich von Baden-Durlach, 1703年10月7日 - 1732年3月26日）は、バーデン＝ドゥルラハ辺境伯の世嗣（Erbprinz）。バーデン＝ドゥルラハ辺境伯カール3世ヴィルヘルムとヴュルテンベルク公ヴィルヘルム・ルートヴィヒの娘マグダレーナ・ヴィルヘルミーネの次男。後のバーデン大公カール・フリードリヒの父。若くして没したため、即位することはなかった。
1712年に兄カール・マグヌスが没したため世子となったが、1732年、父に先立って死去。息子のカール・フリードリヒが1738年にバーデン＝ドゥルラハ辺境伯領を継承したが、幼少のため従弟のカール・アウグストが1746年まで後見人となった。

## 子女
1727年、オラニエ公ヨハン・ウィレム・フリーゾの娘アマーリエと結婚、2人の子を儲けた。
- カール・フリードリヒ（1728年 - 1811年） - バーデン＝ドゥルラハ辺境伯、バーデン辺境伯、バーデン選帝侯、バーデン大公
- ヴィルヘルム・ルートヴィヒ（1732年 - 1788年）